# Astorga (Comarca)
Die Comarca Astorga ist eine der zehn landwirtschaftlichen Comarcas in der Provinz León der autonomen Gemeinschaft Kastilien und León.
Sie umfasst 21 Gemeinden auf einer Fläche von 1.397,37 km² mit dem Hauptort Astorga.

## Gemeinden
| Gemeinde                | Einwohner (2024) | Fläche km² | Dichte Einw./km² | Cod INE | Postleitzahl |
| ----------------------- | ---------------- | ---------- | ---------------- | ------- | ------------ |
| Astorga                 | 10.308           | 46,78      | 220              | 24008   | 24700        |
| Benavides               | 2.342            | 74,07      | 32               | 24015   | 24280        |
| Brazuelo                | 312              | 98,13      | 3                | 24023   | 24716        |
| Carrizo de la Ribera    | 2.222            | 41,85      | 53               | 24039   | 24270        |
| Hospital de Órbigo      | 956              | 4,58       | 209              | 24082   | 24286        |
| Llamas de la Ribera     | 791              | 59,88      | 13               | 24092   | 24271        |
| Magaz de Cepeda         | 349              | 72,64      | 5                | 24093   | 24396, 24397 |
| Las Omañas              | 259              | 32,49      | 8                | 24104   | 24273        |
| Quintana del Castillo   | 717              | 155,71     | 5                | 24123   | 24397        |
| San Justo de la Vega    | 1.775            | 48,39      | 37               | 24148   | 24710        |
| Santa Colomba de Somoza | 494              | 179,10     | 3                | 24152   | 24722        |
| Santiago Millas         | 359              | 39,69      | 9                | 24161   | 24732        |
| Turcia                  | 986              | 31,99      | 31               | 24173   | 24285        |
| Valderrey               | 416              | 60,23      | 7                | 24182   | 24793        |
| Valdesamario            | 175              | 61,73      | 3                | 24184   | 24127        |
| Val de San Lorenzo      | 492              | 49,49      | 10               | 24185   | 24717        |
| Villagatón              | 636              | 167,06     | 4                | 24210   | 24367        |
| Villamejil              | 653              | 78,98      | 8                | 24214   | 24711        |
| Villaobispo de Otero    | 518              | 31,79      | 16               | 24219   | 24719        |
| Villarejo de Órbigo     | 2.873            | 36,25      | 79               | 24223   | 24358        |
| Villares de Órbigo      | 563              | 25,85      | 22               | 24224   | 24288        |
| Comarca Astorga         | 28.196           | 1.397,37   | 20               | –       | –            |

Auf dem Gebiet der Comarca befinden sich noch das gemeindefreie Gebiete Mancomunidad de Villagatón y Quintana del Castillo auf einer Gesamtfläche von 0,69 km².